# Patrick Collon
Patrick Collon (* 11. Dezember 1942 in Ixelles/Elsene) ist ein belgischer Orgelbauer, der durch Orgelneubauten in historischer Bauweise hervorgetreten ist. Collon hat Orgeln in verschiedene westeuropäische Länder geliefert und historische Instrumente restauriert.

## Leben und Werk
Patrick Collon wurde 1942 als Sohn einer englischen Mutter und eines belgisch-russischen Vaters geboren. Er besuchte das Eton College und erlernte von 1960 bis 1963 den Orgelbau bei Wilhelm Zika in St. Florian (Linz-Land). Zusammen mit Gerald Woehl besuchte er ab 1964 die Meisterschule in Ludwigsburg. Collon machte sich im Jahr 1967 mit einer eigenen Orgelbaufirma im belgischen Laken unter dem Namen „Manufacture d’orgues de Bruxelles“ selbstständig. Sein Betrieb fertigt Orgeln hinter schlichten, kubusförmigen Prospekten. Collon entwickelte den neobarocken Orgelbau mit deutschen und später iberischen Einflüssen zu einem eigenen Stil weiter. Die Instrumente orientieren sich vielfach am klassischen italienischen, französischen oder spanischen Stil des 18. Jahrhunderts, ohne bestimmte historische Vorbilder zu kopieren. Seine Herforder Orgel von 2004 vereint verschiedene nationale Stilrichtungen. Neben Orgelneubauten hat Collon Restaurierungen historischer Orgeln durchgeführt. Im Jahr 2012 umfasste die Werkliste 141 Instrumente, zum größten Teil Neubauten, von denen 60 ins Ausland geliefert wurden. Damit ist Collon der produktivste belgische Orgelbauer in der zweiten Hälfte des 20. Jahrhunderts.

## Werkliste (Auswahl)
Die Liste führt einige Neubauten an.
Die römische Zahl bezeichnet die Anzahl der Manuale, ein großes „P“ ein selbstständiges Pedal, ein kleines „p“ ein nur angehängtes Pedal und die arabische Zahl die Anzahl der klingenden Register.
| Jahr      | Ort                        | Kirche                                                                                  | Bild | Manuale | Register | Anmerkungen |
| --------- | -------------------------- | --------------------------------------------------------------------------------------- | ---- | ------- | -------- | --- |
| 1975      | Uccle/Ukkel                | Sint-Marcuskerk                                                                         |      | II/P    | 28       | |
| 1976      | Jette                      | Clarakerk                                                                               |      | II/P    | 20       | |
| 1977      | Antwerpen                  | Königliches Konservatorium Antwerpen                                                    |      | II/P    | 28       | |
| 1977      | Brüssel                    | Kathedrale St. Michael und St. Gudula, Chororgel                                        |      | II/P    | 28       | |
| 1980      | Paris (16. Arrondissement) | Église Saint-Georges                                                                    |      | II/P    | 24       | [ 6 ] |
| 1986      | Nivelles                   | Stiftskirche St. Gertrud                                                                |      | III/P   | 40       | |
| 1987–1990 | Essen-Huttrop              | St. Bonifatius                                                                          |      | III/P   | 32       | umgesetzt aus St. Michael am Wasserturm; orientiert am klassischen französischen Orgelbau, ergänzt um Horizontaltrompeten und romantischem Schwellwerk → Orgel |
| 1992      | Berlin                     | Lindenkirche                                                                            |      | I/P     | 11       | im Stil einer italienischen Orgel → Orgel |
| 1993      | Oberhausen                 | St. Michael                                                                             |      | II/P    | 27       | |
| 1993      | Schleckheim                | Heilige Dreifaltigkeit                                                                  |      | I       | 9        | |
| 1995      | Attersee am Attersee       | Pfarrkirche Abtsdorf                                                                    |      |         |          | |
| 1996      | Großburgwedel              | St. Petri                                                                               |      | II/P    | 28       | in Anlehnung an den klassisch-französischen Orgelbau |
| 1997      | Kempen-Kamperlings         | St. Josef                                                                               |      | II/P    | 26       | |
| 1998      | Leipzig                    | Hochschule für Musik und Theater „Felix Mendelssohn Bartholdy“ Leipzig, Kammermusiksaal |      | II/P    | 26       | mit hängenden Trakturen, im klassisch-französischen Stil |
| 1998      | Nußdorf am Attersee        | Pfarrkirche Nußdorf am Attersee                                                         |      | I/P     |          | in der Bauart einer spanischen Barockorgel mit geteilten Registern                                                                                             |
| 1998/1999 | Münster                    | Erlöserkirche                                                                           |      | II/P    | 37       | vereint französische, süddeutsche, mitteldeutsche, italienische und spanische Elemente                                                                         |
| 1998–2001 | Hannover                   | Neustädter Hof- und Stadtkirche St. Johannis                                            |      | I/p     | 18       | Im Stile einer spanischen Barockorgel mit geteilten Registern → Orgel                                                                                          |
| 2004      | Herford                    | Marienkirche                                                                            |      | II/P    | 32       | |
| 2012      | Wien                       | Universität für Musik und darstellende Kunst Konzert-, Unterrichts- und Übungsorgel     |      | II/P    | 24       | |